# Falcon (Carolina del Norte)
Falcon es un pueblo ubicado en el Condado de Cumberland y Condado de Sampson y en el estado estadounidense de Carolina del Norte. La localidad en el año 2000, tenía una población de 328 habitantes en una superficie de 3,3 km², con una densidad poblacional de 101,3 personas por km².

## Geografía
Falcon se encuentra ubicado en las coordenadas 35°11′33″N 78°38′55″O / 35.19250, -78.64861. Según la Oficina del Censo, la localidad tiene un área total de 3,3 km² (1,3 mi²), de la cual 3,2 km² (1,2 mi²) es tierra y 0 km² (0 mi²) (0.79%) es agua.

### Localidades adyacentes
El siguiente diagrama muestra a las localidades en un radio de 16 kilómetros (9,9 mi) de Falcon.

## Demografía
En el 2000 la renta per cápita promedia del hogar era de $31.125, y el ingreso promedio para una familia era de $38.500. El ingreso per cápita para la localidad era de $10.387. En 2000 los hombres tenían un ingreso per cápita de $28.750 contra $23.250 para las mujeres. Alrededor del 17.60% de la población estaba bajo el umbral de pobreza nacional.